# Zofia Maternowska

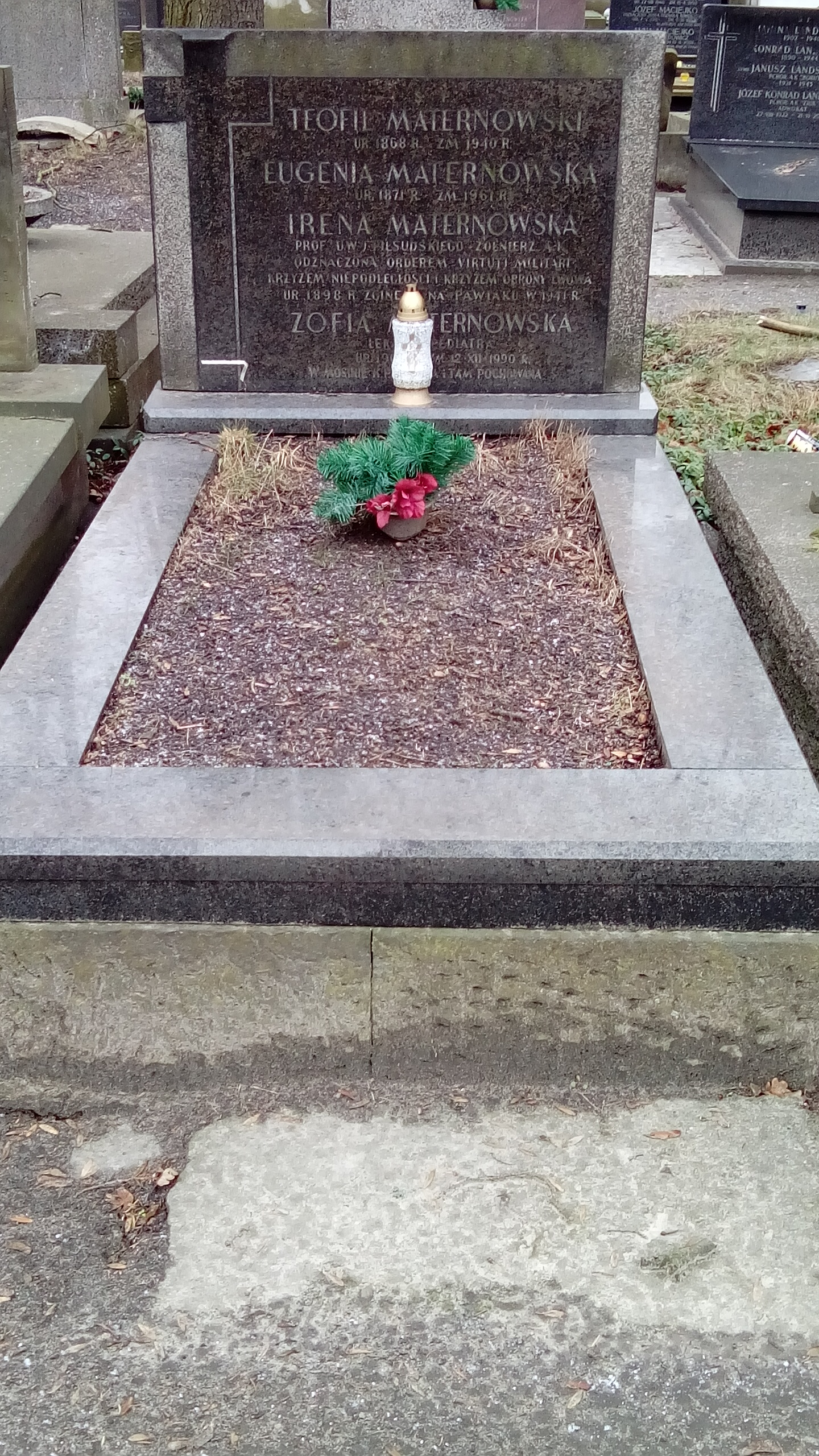
Grób rodziny Maternowskich na cmentarzu Powązkowskim

Zofia Maternowska, ps. „Przemysława” (ur. 15 stycznia 1900 w Krukienicach, zm. 12 grudnia 1990 w Mosinie) – polska lekarka, uczestniczka obrony Lwowa i wojny polsko-bolszewickiej, żołnierz Armii Krajowej, powstaniec warszawski, żołnierz powojennego podziemia antykomunistycznego, więzień polityczny okresu stalinizmu, dama Orderu Virtuti Militari.

## Życiorys
Urodziła się w Krukienicach nieopodal Mościsk (ob. w granicach Ukrainy), w rodzinie Teofila Maternowskiego (1868–1940) i Eugenii z domu Rymańskiej (1871–1961). Jej starszą siostrą była Irena Maternowska.
Uczestniczyła w obronie Lwowa, służąc jako łączniczka w Miejskiej Straży Obywatelskiej. Później jako sanitariuszka Małopolskich Oddziałów Armii Ochotniczej wzięła udział w wojnie polsko-bolszewickiej. W międzyczasie, w 1919 roku, rozpoczęła studia medyczne na Uniwersytecie Jana Kazimierza we Lwowie. Dyplom lekarski uzyskała w 1928 roku.
Po ukończeniu studiów pracowała jako starsza asystentka w Klinice Dziecięcej Wydziału Lekarskiego UJK, którą kierował prof. Franciszek Groër.  Od 1933 roku przebywała w Borysławiu, gdzie pracowała jako lekarz szkolny oraz kierowniczka miejscowego ośrodka zdrowia . Z kolei od 1938 do 1942 roku kierowała znajdującą się w Klarysewie filią warszawskiego Domu Sierot im. Ks. Boduena . Była członkiem zarządu Polskiego Czerwonego Krzyża.
Po rozpoczęciu niemieckiej okupacji związała się z ruchem oporu. Początkowo służyła jako łączniczka w Oddziale I Dowództwa Głównego Służby Zwycięstwa Polski (od listopada 1939 – Komenda Główna Związku Walki Zbrojnej). Od 1940 roku była natomiast członkiem harcerskiej służby sanitarnej. Była także zaangażowana w niesienie pomocy Żydom. Jesienią 1942 roku objęła stanowisko dowódcy Oddziału V (łączność wewnętrzna) w sztabie Kedywu Komendy Głównej Armii Krajowej. Miała stopień kapitana czasu wojny.
Po wybuchu powstania warszawskiego na własną prośbę przeszła do służby sanitarnej Zgrupowania „Radosław”. To ona 11 sierpnia 1944 roku wyniosła z pola walki ciężko rannego dowódcę zgrupowania, ppłk. Jana Mazurkiewicza. Podczas obrony Starego Miasta kierowała najpierw punktem sanitarnym przy ul. Krzywe Koło 4, a później szpitalem przy ul. Miodowej 23. Na krótko przed ewakuacją dzielnicy szef sanitariatu Grupy „Północ”, płk Stefan Tarnawski ps. „Tarło”, mianował ją komendantem zgrupowania szpitali (30 lub 31 sierpnia) . Po wycofaniu się oddziałów AK ze Starówki dobrowolnie pozostała z rannymi. 2 września dzielnicę zajęły oddziały niemieckie, które przystąpiły do masakry powstańczych szpitali i punktów sanitarnych. Szpital przy ul. Miodowej ocalał jako jeden z nielicznych, gdyż w obronie przebywających tam Polaków wystąpili leczeni w szpitalu jeńcy niemieccy. W rezultacie dr Maternowska wraz z większością pacjentów i członków personelu została zabrana do Szpitala Wolskiego przy ul. Płockiej 26 .
Po upadku powstania służyła w szeregach podziemia antykomunistycznego. Pełniła funkcję szefa łączności wewnętrznej Obszaru Centralnego organizacji NIE, a następnie jej sukcesorów – Delegatury Sił Zbrojnych na Kraj i Zrzeszenia „Wolność i Niezawisłość”. W maju 1945 roku odebrała od ppor. Seweryna Skowrońskiego ps. „Anatol” archiwum Kedywu, które później skutecznie ukrywała przez cztery lata. W kwietniu 1949 roku przekazała archiwum kpt. Zygmuntowi Ziemięckiemu ps. „Gałązka”, który docelowo miał je wywieźć za granicę  (ostatecznie wpadło w ręce UB po aresztowaniu „Gałązki” w 1950).
Po raz pierwszy została aresztowana jesienią 1945 roku; zwolniono ją jednak już w grudniu tegoż roku. Po raz drugi bezpieka zatrzymała ją 22 września 1949 roku. Wyrokiem Wojskowego Sądu Rejonowego w Warszawie z 12 kwietnia 1951 roku została skazana na karę 15 lat pozbawienia wolności oraz utratę praw publicznych i obywatelskich praw honorowych . Karę odbywała w więzieniu mokotowskim . 8 sierpnia 1955 roku Sąd Wojewódzki dla m.st. Warszawy, działając na mocy amnestii z listopada 1952 roku, zmniejszył jej wyrok do 10 lat więzienia. 28 czerwca 1956 roku prokurator m.st. Warszawy po raz kolejny zmniejszył wyrok, tym razem do 5 lat, a zarazem uznał karę za odbytą. W rezultacie Maternowska została zwolniona z więzienia. Ostatecznie Sąd Najwyższy wyrokiem z 10 lipca 1958 roku oczyścił ją z zarzutów.
Po wyjściu na wolność pracowała jako pediatra w stołecznym Instytucie Matki i Dziecka. W 1987 roku wstąpiła do ZBoWiD.
Zmarła 12 grudnia 1990 roku w Mosinie i tam pochowana na cmentarzu parafialnym, grób symboliczny znajduje się na cmentarzu Powązkowskim w Warszawie (kwatera 284b-6-25).

## Ordery i odznaczenia
- Krzyż Srebrny Orderu Virtuti Militari[3] nr 12659[9]
- Krzyż Walecznych[3]
- Złoty Krzyż Zasługi z Mieczami[3]
- Warszawski Krzyż Powstańczy[10]